# دیو اشمن
دیو اشمن (انگلیسی: Dave Ashman; ۱۳ اکتبر ۱۹۳۲ – ۲۰ ژوئیهٔ ۱۹۸۴) وزنه‌بردار اهل ایالات متحده آمریکا بود.
وی در مسابقات کشوری و بین‌المللی در مجموع برندهٔ ۱ مدال طلا، ۱ مدال نقره شده‌است.